# Kalmodo
Kalmodo est une localité située dans le département de Dialgaye de la province du Kouritenga dans la région Centre-Est au Burkina Faso.

## Santé et éducation
Le village possède un centre d'alphabétisation.